# St. Stephan (Aufhausen)

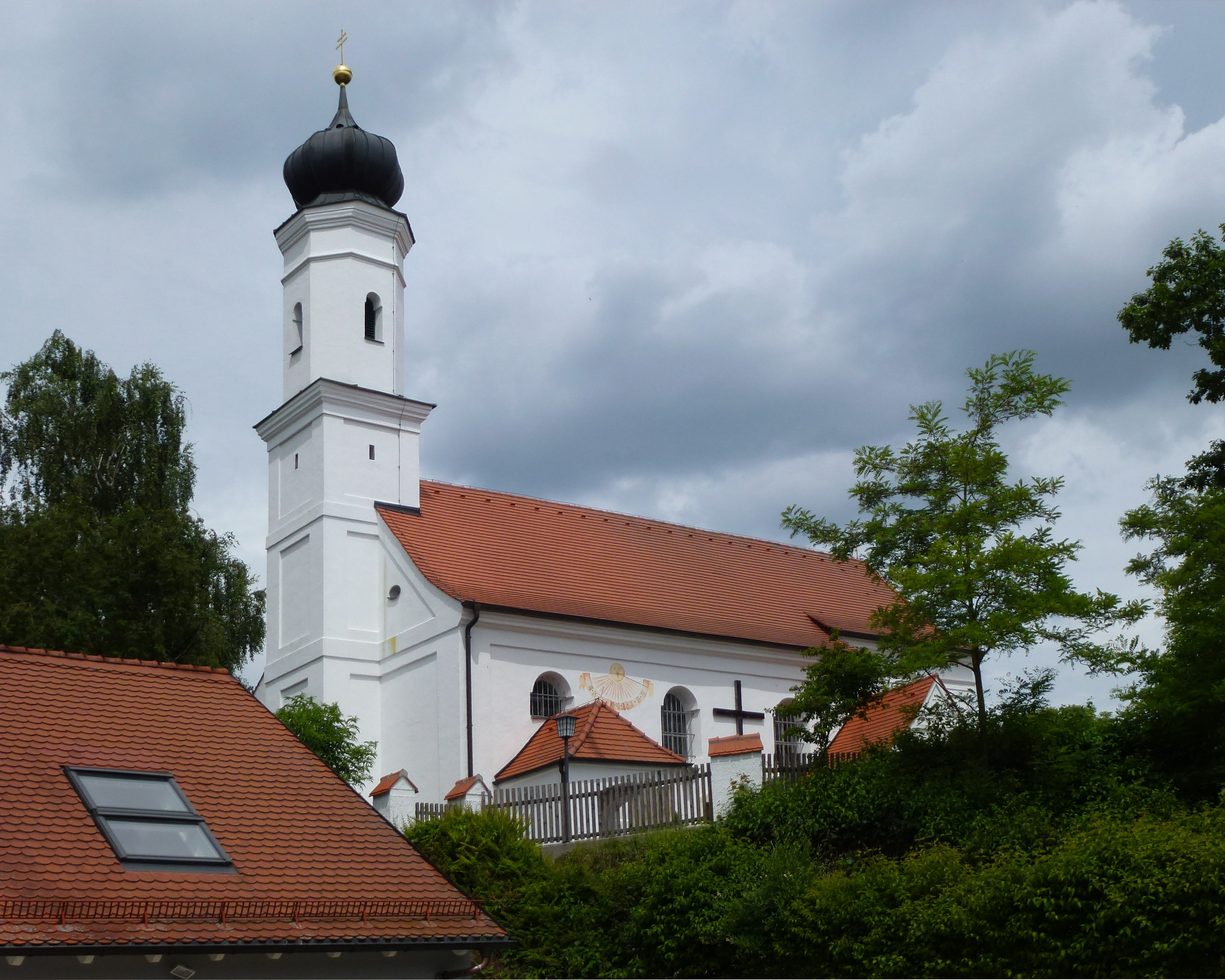
St. Stephan in Aufhausen

Die römisch-katholische Filialkirche St. Stephan steht in Aufhausen, einem Gemeindeteil von Weichs im oberbayerischen Landkreis Dachau. Das denkmalgeschützte Bauwerk ist  in der Liste der Baudenkmäler in Weichs unter der Nr. D-1-74-151-9 eingetragen. Die Kirche, deren Schutzpatron der heilige Stephanus ist, gehört zum Erzbistum München und Freising.

## Beschreibung
Die Saalkirche wurde um 1713/19 erbaut. Sie besteht aus einem Langhaus, einem eingezogenen, dreiseitig geschlossenen, im Kern spätgotischen Chor im Osten und einem halb in das Langhaus eingestellten, mit Lisenen gegliederten Kirchturm auf quadratischem Grundriss im Westen, der mit einem achteckigen Geschoss aufgestockt, das den Glockenstuhl mit zwei Kirchenglocken beherbergt, und mit einer Zwiebelhaube bedeckt wurde. Der Innenraum des Langhauses ist mit einer Flachdecke abgeschlossen. Der um 1715 entstandene barocke Hochaltar wurde 1803 von dem aufgelösten Kloster Geisenfeld erworben. Er wird von den Assistenzfiguren des Laurentius von Rom und des heiligen Sebastian flankiert. Auf dem Altarretabel ist die Steinigung des Stephanus dargestellt. Ein Werkzyklus mit Gemälden der Apostel stammt aus der Mitte des 17. Jahrhunderts. Die 1908 gestaltete Deckenmalerei von Josef Wittmann wurde bei der Renovierung 2000 freigelegt.